# 發現號灣

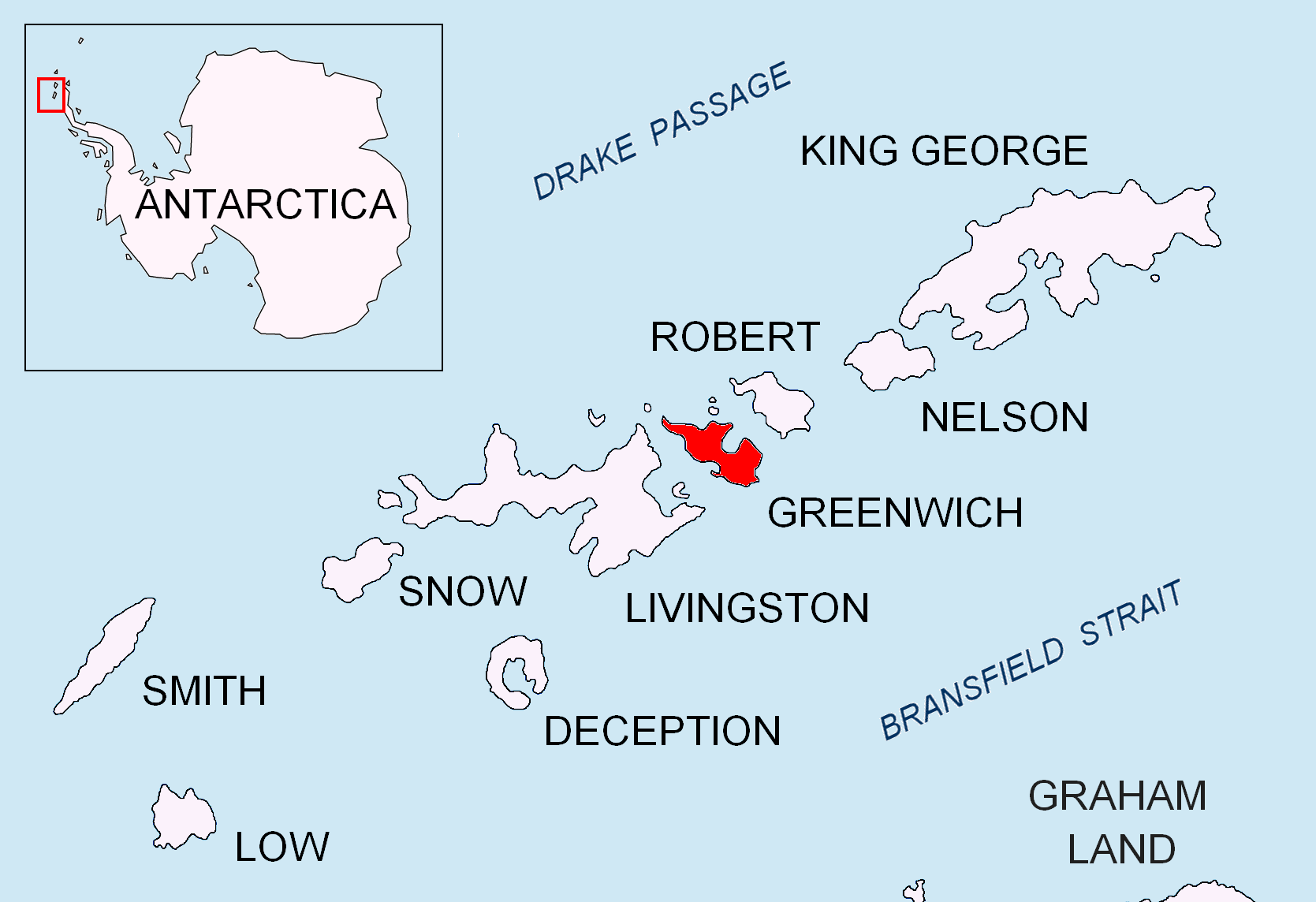

發現號灣（英語：Discovery Bay）是南極洲的海灣，位於南設得蘭群島的格林尼治島北部，長5公里、寬3公里，該海灣在1935年被英國探險隊繪入地圖，現時由南極條約體系管理。